# Algar do Lanchão
O Algar do lanchão é uma gruta portuguesa localizada na freguesia de Bandeiras, concelho da Madalena do Pico, ilha do Pico, arquipélago dos Açores.
Esta cavidade apresenta uma geomorfologia de origem vulcânica em forma de tubo de lava incerido em campo de lava. Apresenta um comprimento de 40 m. por uma largura máxima de 5 m. e uma altura também máxima de 0.5.